# Ludwik Przetocki
Ludwik Przetocki (ur. 1844 w Zagnańsku, zm. po 1938) – powstaniec styczniowy, inżynier.

## Życiorys
Urodził się w 1844 w Zagnańsku. Jako technik przystąpił do powstania styczniowego w 1863. W randze szeregowca służył w oddziale Władysława Cichorskiego ps. „Zameczek”, pod komendą Władysława Wilkoszewskiego, Grzymały, a potem pod rozkazami Zygmunta Padlewskiego do czasu bitwy pod Radzanowem (21 marca 1863).
Po upadku powstania pracował jako inżynier powiatowy w Borszczowie. Na początku 1938 we Lwowie był jednym z trzech żyjących weteranów powstania styczniowego. W lutym 1938 otrzymał tytuł członkostwa honorowego oddziału lwowskiego Związku Byłych Ochotników Armii Polskiej.

## Odznaczenia
- Krzyż Niepodległości z Mieczami (1932)[a][2]
- Krzyż Oficerski Orderu Odrodzenia Polski (1938)[4][5]